# Crinodes nebulosa
Crinodes nebulosa är en fjärilsart som beskrevs av William Schaus 1901. Crinodes nebulosa ingår i släktet Crinodes och familjen tandspinnare. Inga underarter finns listade i Catalogue of Life.